# Ukraińska Ludowa Partia Pracy
Ukraińska Ludowa Partia Pracy (Ukrajinśka narodno-trudowa partija) – ugrupowanie powstałe z Ukraińskiej Partii Narodowo-Demokratycznej działające w latach 1919–1925.

## Historia
Ukraińska Ludowa Partia Pracy powstała z przekształcenia Ukraińskiej Partii Narodowo-Demokratycznej na zjeździe partyjnym w Stanisławowie.
Skupiała przede wszystkim działaczy narodowych, demokratów i liberałów, którzy działali przede wszystkim na łamach gazety Diło. Dążyła do utworzenia zjednoczonego i niepodległego państwa ukraińskiego. Początkowo, aż do uregulowania 15 marca 1923 statusu prawnego Galicji Wschodniej po I wojnie światowej przez Radę Ambasadorów, przez przyznanie jej Polsce wzywała do nieposłuszeństwa wobec wydawanych przez polską administrację zarządzeń.
11 lipca 1925 wraz z Ukraińską Partią Pracy Narodowej oraz grupą posłów i senatorów Ukraińskiej Reprezentacji Parlamentarnej utworzyła Ukraińskie Zjednoczenie Narodowo-Demokratyczne.
Jej działaczami byli między innymi Jewhen Petruszewycz i Stepan Wytwycki.